# Hishida Shunsō

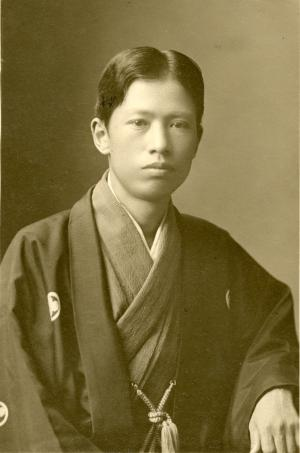
Hishida, 1910

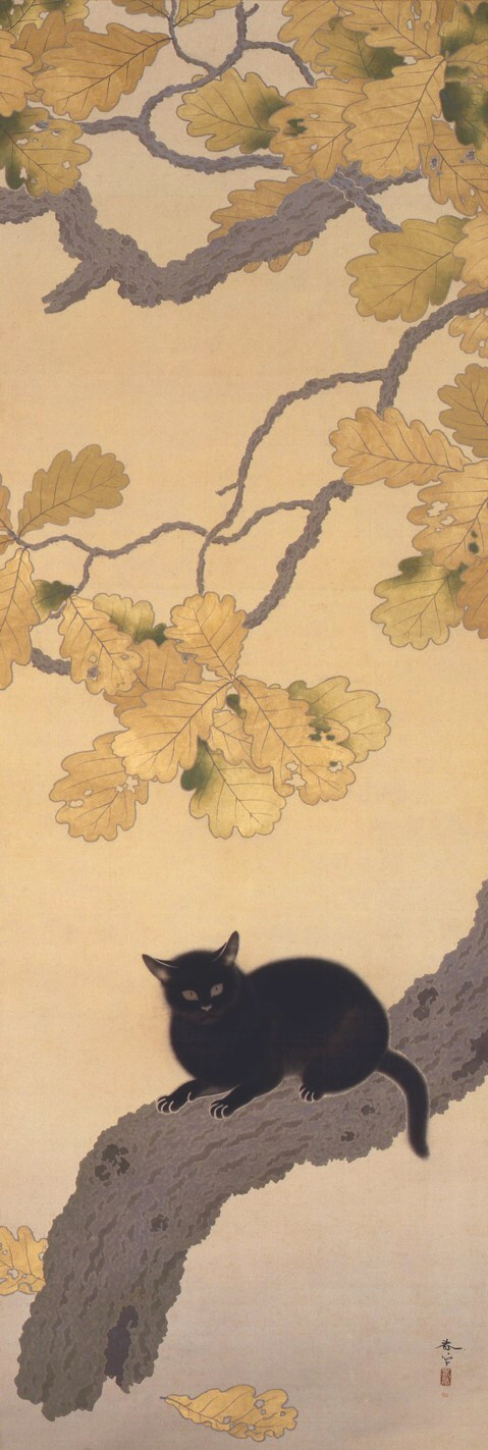
Schwarze Katze

Hishida Shunsō (japanisch 菱田春草, eigentlicher Name Mioji (三男治); geboren 21. September 1874 in Iida, Präfektur Nagano  – 16. September 1911) war ein japanischer Maler der Nihonga-Richtung in der Meiji-Zeit.

## Leben und Werk
Hishida war dritter Sohn eines Samurai, der zu dem in Iida residierenden Nebenzweig des Hori-Klans gehörte. 1889 ging er nach Tokio und begann eine Ausbildung in traditioneller japanischer Malerei der Kanō-Schule unter Yūki Masaaki (1834–1904), wechselte dann 1890 zur „Kunstakademie Tokio“ (Tōkyō bijutsu gakkō, heute Tōkyō Geijutsu Daigaku). Angespornt von Okakura Kakuzō, dem Leiter der Schule, Hashimoto Gahō und den Mitstudenten Yokoyama Taikan und Shimomura Kanzan schloss sich Hishida der Nihonga-Richtung an. 1895 beendete er seine Ausbildung mit dem Gemälde „Witwe und Kind“ (寡婦と孤児, Kafu to koji).
1886 wurde Hishida an der Kunstschule für Lehre in der Vorbereitungsklasse angestellt. Er beteiligte sich an der Gründung der „Gesellschaft für japanische Malerei“ (日本絵画協会, Nihon kaiga kyōkai), in deren Rahmen Bilder von ihm ausgestellt wurden wie „Landschaft in den vier Jahreszeiten“ (四季山水, Shiki sansui), „Blumen und ein Lächeln“ (拈華微笑, Nenge bishō), „Spiegelung im Wasser“ (水鏡, Mizukagami). Hishida kopierte während dieser Zeit auch frühe Gemälde für das Kaiserliche Museum. Als 1898 Okakura verärgert die Kunstschule verließ und zusammen mit Hashimoto, Yokoyama und Shimomura die private Kunstschule Nihon bijutsu-in (日本美術院) in Tokio gründete, folgte Hishida ihm.
1903 besuchte Hishida zusammen mit Yokoyama Indien, wo beide in Kalkutta Bilder ausstellten. 1904 reiste er unter Leitung von Okakura, zusammen mit Yokoyama und anderen Malern, in die USA. Die Gruppe stellte im April in New York, im November in Boston Bilder aus. 1905 stellten Hishida und Yokoyama noch einmal in New York und dann in Washington aus, bevor sie im April nach Europa weiter reisten. Im April ging es weiter nach Europa, wo die beiden in London ausstellten. Anschließend besuchten sie Deutschland, Frankreich, Italien, bevor sie im August nach Japan zurückkehrten.
Als dann 1906 das Nihon bijutsu-in aus wirtschaftlichen Gründen nach Izura in der Präfektur Ibaraki umziehen musste, ging auch Hishida dorthin. Auf der Suche nach seinem Stil beschäftigte er sich mit Malern des 17. und 18. Jahrhunderts, wie Tawaraya Sōtatsu und Ogata Kōrin. Von ihnen übernahm er die dekorative Komponente, die er mit Schattenbildung nach westlicher Art verband.
Als das Kultusministerium 1907 mit der Organisation einer jährlichen Ausstellung, in Kurzform Bunten genannt, begann, war Hishida in der Abteilung für Japanische Malerei vertreten, so 1907 mit dem Bild „Patriarch Kenshu“ (賢首菩薩, Kenshu bosatsu), 1909 mit einem seiner Stellschirm-Paare „Fallendes Laub“ (落葉, Ochiba), 1910 mit „Schwarze Katze“ (黒き猫, Kuroki neko). Die „Schwarze Katze“, die auch als Briefmarke der japanischen Post erschien, gehört in Japan zu den Ikonen der neueren heimischen Malerei.
Hishida, seit 1908 durch eine Nierenentzündung verursachte zunehmende Erblindung behindert, starb nach drei Jahren, nicht einmal 37 Jahre alt.

## Bilder

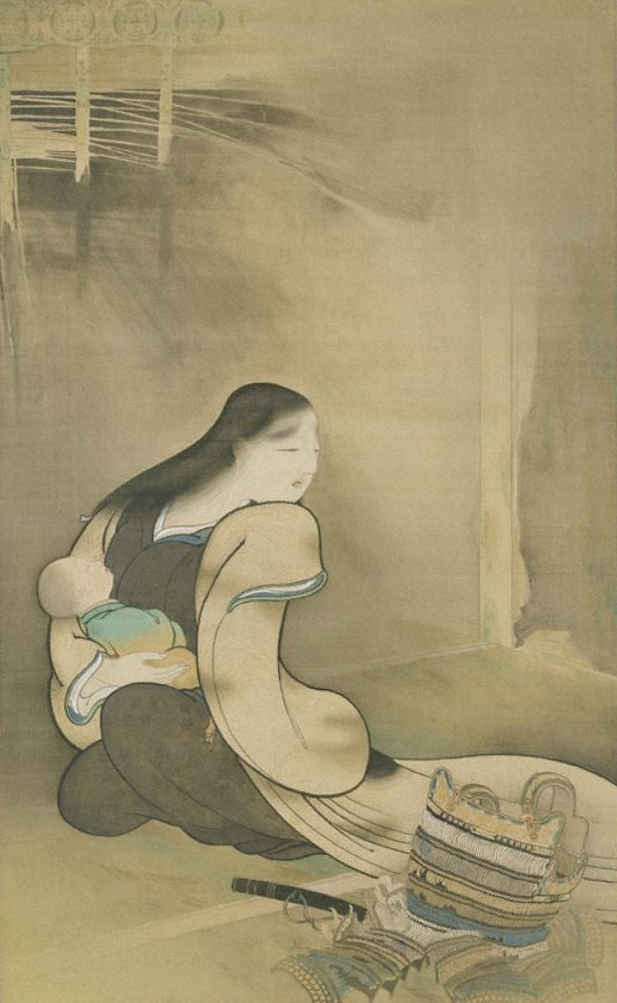
Witwe mit Kind, 1895
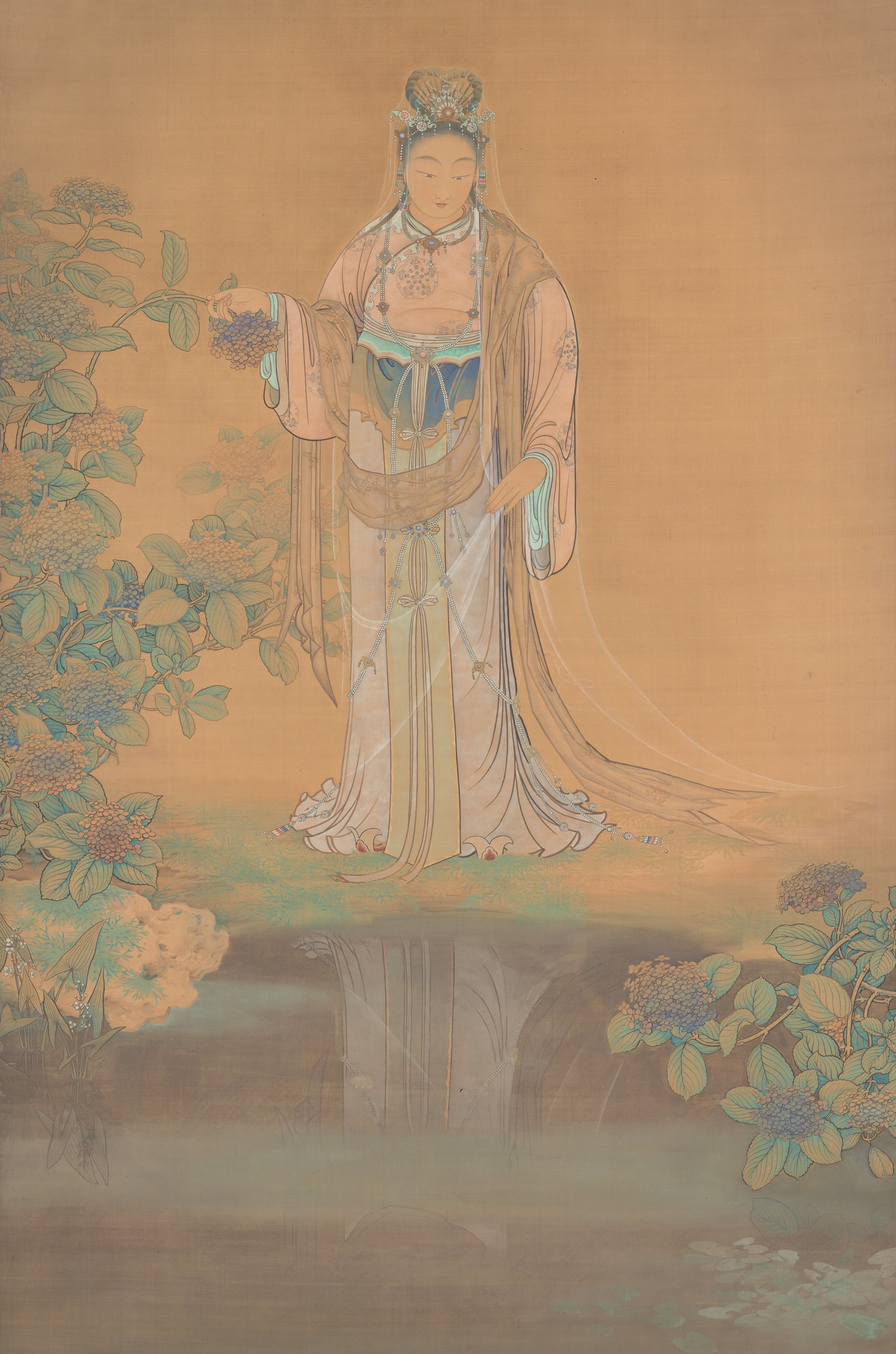
Spiegelung im Wasser, 1897
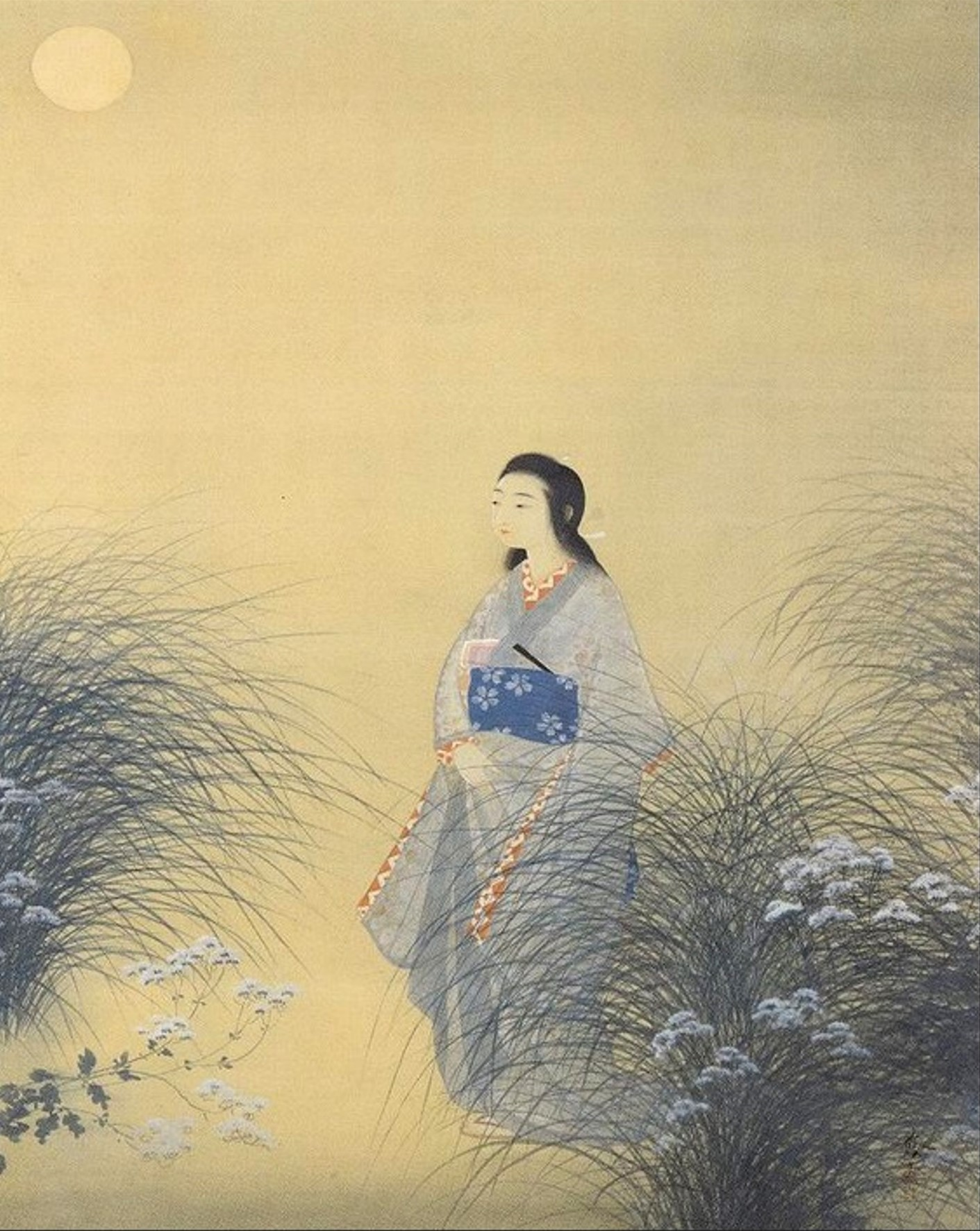
Herbstabend, 1902
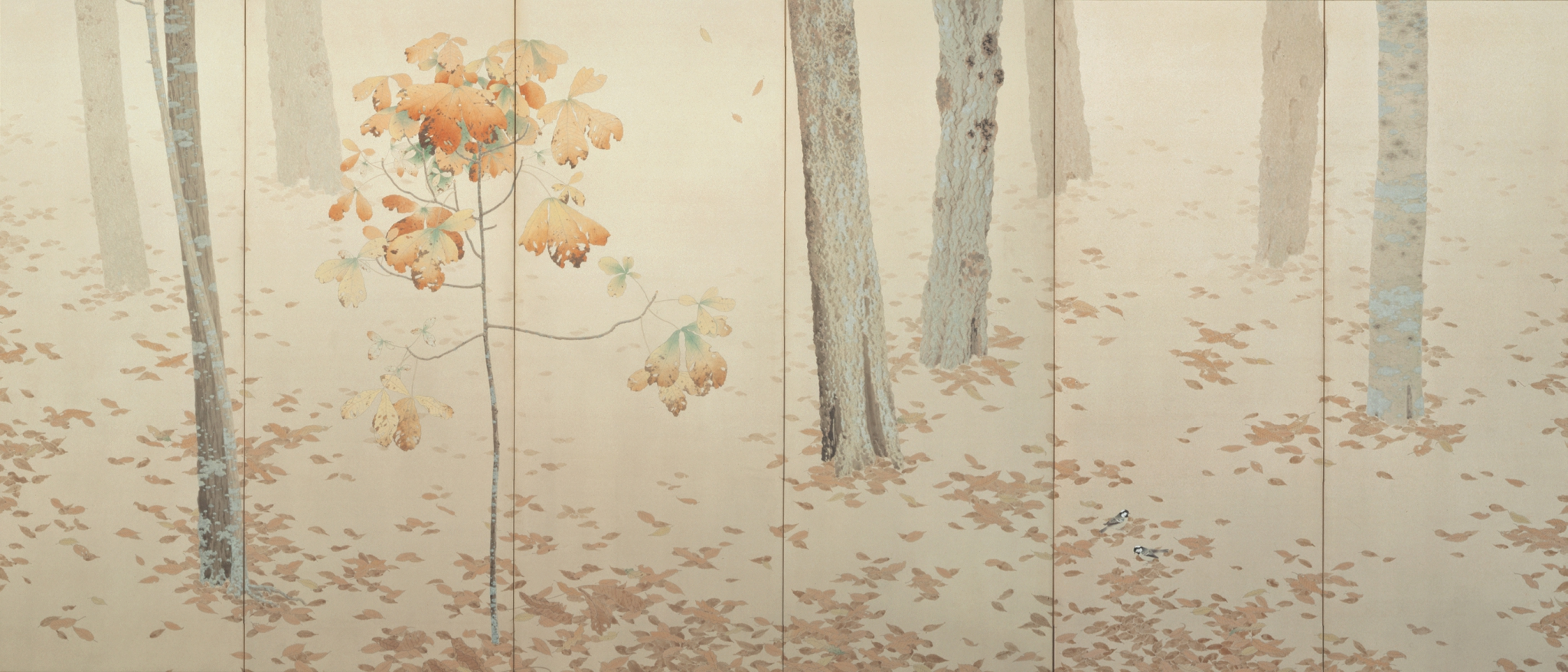
Fallendes Laub, 1909[A 3]
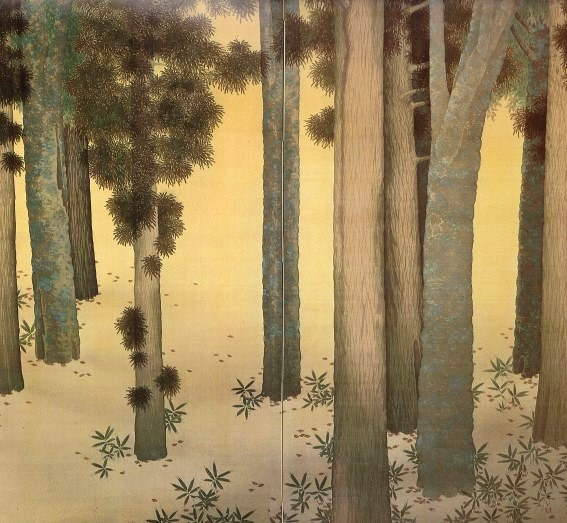
Fallendes Laub, 1909[A 4]